# Borok (Kaliningrad)
Borok (russisch Борок, deutsch Grasgirren, 1938–1945 Dingelau) ist ein kleiner Ort in der russischen Oblast Kaliningrad. Er gehört zur kommunalen Selbstverwaltungseinheit Munizipalkreis Osjorsk im Rajon Osjorsk.

## Geographische Lage
Borok liegt am Westufer der Wika (Wiek) und ist über eine Stichstraße zu erreichen, die bei der Ortsstelle des nicht mehr vorhandenen Dinglauken/Altdingelau, russisch Sadoroschnoje, von der Kommunalstraße 27K-368 abzweigt, die von Rjasanskoje (Hallwischken/Hallweg) nach Schutschkowo (Szuskehmen/Angerhöh) führt. Ein Bahnanschluss besteht nicht.

## Geschichte
Im Jahre 1818 wurden im damaligen Grasgirren 68 Einwohner gezählt, im Jahre 1907 waren es bereits 148. 1909 wurde der Gutsbezirk Dinglauken (1938–1946 Altdingelau, seit 1946: Sarodoschnoje) in den Gutsbezirk Grasgirren eingegliedert, und 1928 wurden dann beide Gutsbezirke zur neuen Landgemeinde zusammengeschlossen. Die Einwohnerzahl steigerte sich von 133 im Jahre 1925 auf 313 im Jahre 1933 und betrug 1939 noch 235.
Am 3. Juni 1938 (amtlich bestätigt am 16. Juli 1938) erhielt Grasgirren aus politisch-ideologischen Gründen den neuen Namen „Dingelau“. Gehörte es bis 1939 zum Amtsbezirk Dinglauken, so kam es dann zum Amtsbezirk Eschingen (bis 1936 Eszeningken, 1936–1938 Eschningken, seit 1946: Kadymka), aber im gleichen Landkreis Darkehmen (1939–1945 Landkreis Angerapp) im Regierungsbezirk Gumbinnen der preußischen Provinz Ostpreußen gelegen.
Infolge des Zweiten Weltkrieges kam der Ort mit der gesamten nordostpreußischen Region zur Sowjetunion. 1950 erhielt er den russischen Namen „Borok“ und wurde dem Dorfsowjet Bagrationowski selski Sowet im Rajon Osjorsk zugeordnet. Von 2008 bis 2014 gehörte Borok zur Landgemeinde Gawrilowskoje selskoje posselenije, von 2015 bis 2020 zum Stadtkreis Osjorsk und seither zum Munizipalkreis Osjorsk.

## Kirche
Bis 1945 war Grasgirren/Dingelau fast ausnahmslos evangelisch. Das Dorf war einer von 23 Orten des Kirchspiels Wilhelmsberg (seit 1946: Jablonowka) und gehörte so zum Kirchenkreis Darkehmen (1938–1946 Angerapp, seit 1946: Osjorsk) in der Kirchenprovinz Ostpreußen der Kirche der Altpreußischen Union. Letzter deutscher Geistlicher war Pfarrer Johannes Schenk.
Während der Sowjetzeit kam alles kirchliche Leben gezwungenermaßen zum Erliegen. Erst in den 1990er Jahren bildeten sich in der Oblast Kaliningrad neue evangelische Gemeinden, von denen die in Kadymka (Eszerningken/Escherningken, 1938–1946 Eschingen) Borok am nächsten liegt. Sie hat sich in die Propstei Kaliningrad der Evangelisch-Lutherischen Kirche Europäisches Russland (ELKER) eingegliedert. Das zuständige Pfarramt ist das der Salzburger Kirche in Gussew (Gumbinnen).